# Linearyzm (muzyka)
Linearyzm – rodzaj polifonii z nadrzędną rolą melodyki wobec harmoniki.
Linearyzm jest charakterystyczny dla okresu średniowiecza i renesansu, gdy w kompozycji harmonika nie była strukturą dominującą i ustępowała pierwszeństwa melodyce, np. w utworach Guillaume’a de Machauta i Johannesa Ockeghema.
Okres tonalności dur-moll nie sprzyjał linearyzmowi, gdyż wówczas środki polifoniczne były podporządkowane harmonice funkcyjnej.
Współcześnie linearyzm oznacza typ nowoczesnego kontrapunktu, w którym współbrzmienia wynikające z równocześnie prowadzonych linii melodycznych w różnych głosach nie są regulowane i ograniczane ścisłymi regułami, a rola harmoniki ulega osłabieniu lub całkowitej likwidacji, co zazwyczaj powoduje stałe współbrzmienia dysonansowe, jak to ma miejsce np. w utworach Arnolda Schönberga i Paula Hindemitha.